# 세로 포르테뇨

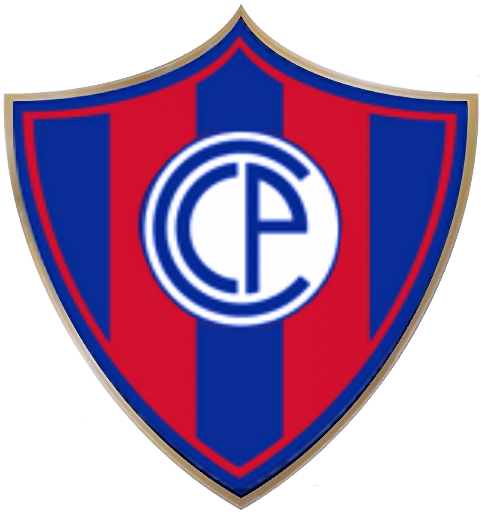

세로 포르테뇨(Cerro Porteño)는 파라과이 아순시온의 축구 클럽이다. 1912년에 창단하였다. 클럽 이름은 스페인어로 "포르테뇨 언덕"을 뜻하는데 이는 1811년 1월 19일 아르헨티나 부에노스아이레스의 포르테뇨 언덕에서 일어난 전투에서 파라과이 군대가 스페인 군대를 물리친 데서 유래된 이름이다.

## 선수 명단

### 현역
참고: FIFA 자격 규정에 따라 소속된 국가대표팀 국기를 표시합니다. 선수는 복수의 FIFA 비회원국 국적을 가지고 있을 수 있습니다.
| 번호 | 포지션 | 국적     | 이름            |
| ---- | ------ | -------- | --------------- |
| 4    | DF     |          | 에두아르도 브록 |
| 6    | MF     | 콜롬비아 | 라파엘 카라스칼 |
| 8    | MF     |          | 페데리코 카리조 |
| 11   | FW     | 파라과이 | 후안 이투르베   |
| 13   | GK     |          | 장              |

| 번호 | 포지션 | 국적 | 이름          |
| ---- | ------ | ---- | ------------- |
| -    | DF     |      | 아벨 루시아티 |

## 역대 감독
| 감독                | 임기      |
| ------------------- | --------- |
| 페렌츠 푸스카스     | 1986~1989 |
| 호르헤 포사티       | 1997      |
| 루이스 쿠비야       | 2000      |
| 헤라르도 마르티노   | 2003~2004 |
| 오스발도 아르딜레스 | 2008      |
| 호르헤 포사티       | 2012~2013 |
| 프란시스코 아르세   | 2013~2014 |
| 레오넬 알바레스     | 2017~2018 |
| 루이스 수벨디아     | 2018      |
| 미겔 앙헬 루소      | 2019      |
| 프란시스코 아르세   | 2020~2023 |

틀:세로 포르테뇨 선수 명단